# Dawson Church
Dawson Church (Fokváros, 1956. november 15. –) az energiagyógyítás kutatója, és a következő könyvek szerzője: Communing With the Spirit of Your Unborn Child (1988) (Beszélgetések a meg nem született gyermeked lelkével), Facing Death, Finding Love, (1994) (Nézz szembe a halállal, és találj szeretetet), Soul Medicine (2006) és a The Genie In Your Genes  (2007) (magyarul megjelent: Génjeink Csodája, 2011).

## Tanulmányok
Church 1977-ben telepedett át az Egyesült Királyságból az Amerikai Egyesült Államokba. Édesapja evangelista misszionárius. Dawson az iskoláit az USA-ban, és Dél-Afrikában végezte. Egyetemi diplomáját a Baylor University-n szerezte, majd a Holos University nevű, magát egyetemnek nevező, de hivatalosan nem akkreditált intézménynél doktorált. Church ezidáig több mint 200 könyvet írt vagy szerkesztett egészség, pszichológia, és spiritualitás témakörökben.

## Kutatások
Church alapította a Soul Medicine Institute-ot. Ez a nonprofit szervezet munkáját olyan kutatásoknak, oktatásnak, és terápiáknak szenteli, amelyek kapcsolatot teremtenek a tudatosság és a gyógyulás között.
Az Intézet kutatási programja, a Foundation for Epigenetic Medicine (Az  epigenetika gyógyítás megalapozása) számos kutatást finanszírozott, vagy vezetett. Ezek közül is kiemelkedő az a kutatási program, amelyben poszttraumás stressz szindrómás iraki veteránok  foglalkoztak, és amelyben a veteránok az EFT (Érzelmi Felszabadítás Technikája) segítségével hat kezelést követően   megszabadultak tüneteiktől.
Mint az ACEP (Association for Comprehensive Energy Psychology – Egyetemes Energia Pszichológia Társaság) kutató bizottságának tagja, főleg a vezető módszerek tapasztalati alapjainak kutatásával foglalkozik. Részt vesz számos tudományos kutatásban a Kaiser Permanente-nál, magánintézményeknél, és rendszeresen előad szakmai konferenciákon. A Soul Medicine Intézet kutatási kezdeményezései az első adatbázisa az energiapszichológiai klinikai esettanulmányoknak.
Új könyve, a Génjeink Csodája (The Genie is Your Genes) körvonalazza azokat a legújabb tudományos kutatásokat, melyek a tudatosság hatásait vizsgálták a DNS molekulára, és bemutatja, a tudatosság hogyan kerülhet előtérbe a gyógyítás során.